# Æthelred de Mèrcia
Æthelred (pronunciat /ˈæθəlrɛd/; mort després del 704) fou rei de Mèrcia del 675 fins al 704. Era fill de Penda i arribà al tron el 675, quan el seu germà, Wulfhere, va morir. Al cap d'un any del seu ascens va envair Kent, on els seus exèrcits van destruir la ciutat de Rochester. El 679 va derrotar el seu cunyat, Egfrid de Northúmbria, a la batalla del Trent —la batalla fou un important revés pera als northumbris—, i va acabar eficaçment la seva implicació militar en els afers anglesos al sud de l'Humber. També retornà permanentment el regne de Lindsey com a possessió de Mèrcia. Tanmateix, Æthelred fou incapaç de restablir el domini dels seus predecessors sobre el sud de la Gran Bretanya.
Era conegut com un pietós i devot rei cristià, i va fer moltes donacions de terres a l'església. Fou durant el seu regnat que Theodor, l'arquebisbe de Canterbury, va reorganitzar l'estructura de la diòcesi, creant noves seus a Mèrcia i Northúmbria. Æthelred es va fer amic del bisbe Wilfrid de York quan Wilfrid va ser expulsat de la seva seu a Northúmbria; Æthelred feu Wilfrid bisbe dels angles del Mig(Midlands) durant el seu exili i li donà el seu suport al sínode d'Austerfield cap al 702, quan Wilfrid va exposar el seu cas pel retorn de les terres eclesiàstiques de les quals havia estat privat a Northúmbria.
Osthryth, muller d'Æthelred, era filla del rei Oswiu, rei de Northúmbria. Osthryth fou assassinada en circumstàncies desconegudes el 697, i el 704 Æthelred abdicà, deixant el tron a Coenred fill de Wulfhere. Æthelred es feu monjo a Bardney, un monestir que havia fundat amb la seva muller, i va ser enterrat allí. Ceolred, fill d'Æthelred (encara que aparentment no d'Osthryth), esdevenia rei després succeint a Coenred; és també possible que Æthelred tingués un altre fill anomenat Ceolwald que fou rei breument abans de Ceolred.

## Mèrcia al segle VII

Els regnes d'Anglaterra i Gal·les a les darreries del segle VII.

Al segle VII Anglaterra estava pràcticament dividida per regnes governats pels anglosaxons que havien arribat a la Gran Bretanya dos segles abans. El regne de Mèrcia va ocupar el que ara són les Midlands (Anglaterra). L'origen del regne no és registrat enlloc, però les genealogies reials conservades a la Crònica anglosaxona i la compilació ànglia coincideixen que les cases reials descendien d'un fundador anomenat Icel; la casa reial de Mèrcia és per això denominada dels Iclingues. El primer rei de Mèrcia del qui hi ha informació històrica contrastable és Penda, pare d'Æthelred. Els regnes veïns més grans eren Northúmbria al nord, recentment sorgit de la unió dels seus regnes constituents de Bernícia i Deira, Ànglia de l'Est a l'est, i Wessex, el regne dels Saxons de l'Oest, al sud.
Segons la Historia ecclesiastica gentis Anglorum, una història de l'església anglesa escrita pel monjo del segle VIII Beda, hi hi havia set governants anglosaxons que exercien l'imperium, o sobirania, sobre els altres regnes. El cinquè d'aquests era Edwin de Northúmbria, qui fou mort a la batalla de Hatfield Chase per una força combinada que involucrà Cadwallon, un rei britànic de Gwynedd, i Penda. Després de la mort d'Edwin, Northúmbria breument es dividí en dos regnes: Bernícia i Deira. Al cap d'un any Osvald, el nebot d'Edwin, va matar Cadwallon i reuní de nou els regnes, subsegüentment restablint l'hegemonia de Northúmbria sobre el sud d'Anglaterra. El 642 Penda matà Osvald durant la batalla de Maserfield, i Northúmbria fou de nou dividida. Osvald, fill d'Oswiu, el succeí al tron de Bernícia, i Osric fill d'Oswiu a Deira, el més meridional dels dos regnes.
El 655 Oswiu derrotà i matà Penda a la batalla de Winwaed. Oswiu instal·là Peada, un fill de Penda, com a rei del sud de Mèrcia i governà la meitat nord ell; després de l'assassinat de Peada el 656, Oswiu prengué el control directe de tota Mèrcia. Un cop d'estat produït el 658 eliminà la sobirania de Northúmbria i establí Wulfhere com a rei. A principis de la dècada del 670, Wulfhere havia esdevingut el rei més poderós al sud de la Gran Bretanya, amb hegemonia efectiva sobre tots els regnes anglosaxons excepte Northúmbria.
La font principal d'aquest període és la Història, de Beda completada cap al 731. Malgrat estar centrada en la història de l'església, aquesta obra també proporciona informació valuosa sobre els primers regnes anglosaxons. A Wessex i Kent, Beda tenia informants que li subministraren detalls de la història de l'església a cada província, però sembla que no tingué contactes d'aquesta mena a Mèrcia, sobre el que estava menys ben informat. Una font més antiga sobre aquest període és la Crònica anglosaxona, compilada a finals del segle ix a Wessex. L'escrivà anònim de la Crònica sembla que tenia incorporada molta informació documentada en períodes més primerencs.

## Ancestres i principis del regnat

Arbre genealògic d'Æthelred

Æthelred era fill de Penda de Mèrcia. La muller de Penda, la reina Cynewise, és mencionada per Beda, qui no esmenta els seus fills; no es coneixen altres mullers de Penda, així que probablement, és possible però no segur que fos la mare d'Æthelred. La Crònica anglosaxona dona l'edat de Penda en cinquanta anys el 626, i li atribueix un regnat de trenta anys, però això faria que Penda tingués vuitanta anys a la seva mort, cosa poc creïble, ja que dos dels seus fills (Wulfhere i Æthelred) eren joves quan morí. Com a mínim és més probable que Penda tingués cinquanta anys a la seva mort, que quan accedí al tron. La data de naixement d'Æthelred és desconeguda, però Beda descriu Wulfhere com a jove en temps del seu accés al tron el 658, així que probablement Wulfhere i Æthelred estiguessin enmig de l'adolescència en aquell moment. Les fonts més antigues no diuen si Æthelred era més vell o més jove que Wulfhere.
No se sap res de la infantesa d'Æthelred. Va tenir un altre germà, Peada, i dues germanes, Cyneburh i Cyneswith; també és també possible que Merewalh, rei del Magonsæte, fos germà d'Æthelred.
El 674, segons Eddius Stephanus, Wulfhere "despertà totes les nacions del sud contra Northúmbria", però va ser derrotat per Oswiu fill d'Egfrid que el forçaren a rendir-se a Lindsey, i pagar tribut. Wulfhere sobrevisqué a la derrota morint poc més tard al 675, possiblement de malaltia, i Æthelred esdevingué rei.
El primer acte registrat del regnat d'Æthelred fou el 676, quan els seus exèrcits devastaren Kent, destruint Rochester, la seu dels bisbes de l'oest de Kent. Les raons del seu atac no estan documentades, però hauria volgut impedir que el rei Hlothhere de Kent recuperés el control de Surrey, recentment duta a l'òrbita de Mèrcia per Wulfhere. També podria ser que Æthelred desitjava venjar-se de l'assassinat dels fills d'Eormenred de Kent; els assassinats havien estat instigats per Egbert de Kent, germà de Hlothhere, i és possible que Æthelred fos l'oncle dels prínceps assassinats. Una tercera hipòtesi és que el rei d'Essex demanés la invasió, com a resposta als recents intents del Regne de Kent de dominar els saxons orientals. Deixant de banda els motius, Hlothhere probablement fou forçat a acceptar la sobirania d'Æthelred. El dany a la seu de Rochester fou tan gran que el bisbe titular, Putta, es va retirar de la seva diòcesi; el seu successor designat, Cwichhelm, també abandonà la seu "degut a la seva pobresa".
A principis del regnat d'Æthelred, Theodor, arquebisbe de Canterbury, endegà una reorganització substancial de l'església a Mèrcia. El 675 retirà el bisbe Winfred de la seva posició com a bisbe de Lichfield, i durant els quatre anys següents va dividir la vasta seu de Mèrcia en les cinc diòcesis de Leicester, Lichfield, Worcester, Dorchester i Hereford. Æthelred era un rei devot, "més famós pel seu tarannà pietós que la seva destresa guerrera", i va fer diverses donacions de terres a la creixent església, incloent donacions a Tetbury, Long Newnton, i Somerford Keynes. També hi ha una tradició que associa Æthelred amb la fundació de l'abadia d'Abingdon, al sud d'Oxfordshire.

## Relacions amb Northúmbria
Mèrcia havia estat en conflicte amb Northúmbria des d'almenys el 633, quan Penda de Mèrcia derrotà i matà Edwin de Northúmbria en la batalla de Hatfield Chase. Tanmateix, hi hi havia matrimonis de conveniència entre els dos regnes: Cyneburh, germana d'Æthelred, es casà amb Aifrid, fill d'Oswiu de Northúmbria, i tant Æthelred com el seu germà Peada es casaren amb filles d'Oswiu. El matrimoni de Cyneburh amb Aifrid ocorregué a principis de la dècada del 650, i el matrimoni de Peada amb Ealhflæd, fou poc temps després; el matrimoni d'Æthelred amb Osthryth és de data desconeguda però hauria d'haver ocorregut abans del 679, pel fet que Beda l'esmenta quan descriu la Batalla del Trent, ocorreguda aquell any.

Beda no esmenta la causa de la batalla, senzillament diu que va ocórrer durant el novè any del regnat d'Egfrid. En canvi, aporta més informació sobre el resultat. Ælfwine, el jove rei subsidiari de Deira, fou mort; Ælfwine era germà d'Osthryth i d'Egfrid, i era ben considerat tant a Mèrcia com a Northúmbria des del matrimoni d'Æthelred amb Osthryth. Segons Beda la seva mort amenaçava de causar més conflictes entre els dos regnes, però Theodor, arquebisbe de Canterbury, va intervenir:
«Theodor, l'estimat de Déu, amb l'ajuda de déu, va sufocar les flames d'aquest terrible perill amb els seus consells saludables. Com a resultat, la pau va ser restaurada entre els reis i pobles, i enlloc de més vessament de sang es va pagar la compensació habitual al rei Egfrid per la mort del seu germà.»
Æthelred prengué possessió de Lindsey altre cop després de la batalla; el canvi de control aquesta vegada va ser durador, i Lindsey restà integrat a Mèrcia fins que la invasió vikinga del segle ix refeu el mapa d'Anglaterra. El conflicte entre Northúmbria i Mèrcia no acabà completament després d'aquesta data: Els annals escocesos documenten que Æthelbald, un rei de Mèrcia del s. VIII, devastà el territori de Northúmbria el 740 quan el rei Eadberht de Northúmbria estava absent lluitant contra els pictes. Tanmateix, la batalla del Trent finalitzà eficaçment la implicació de Northúmbria al sud de la Gran Bretanya.
Un conflicte entre el bisbe Wilfrid de York i l'església i l'establiment secular acabà amb l'expulsió de Wilfrid de Northúmbria, la divisió de la seva vasta diòcesi, i Æthelred del costat d'Egfrid contra Wilfrid. Després que Egfrid morís el 685, l'arquebisbe Theodor va arranjar una reconciliació entre Wilfrid i Aldfrith, successor d'Egfrid, però el 692 Aldfrith i Wilfrid caigueren i Wilfrid s'exilià a Mèrcia. Æthelred llavors donà suport a Wilfrid, fent-lo bisbe dels angles del Mig, i defensant-lo al sínode d'Austerfield cap al 702, quan Wilfrid defensà el seu cas davant d'una assemblea de bisbes presidida per l'arquebisbe Berhtwald de Canterbury. El suport d'Æthelred a Wilfrid l'embrancà en una disputa amb tots dos, Canterbury i Northúmbria, i no és clar per quins motius, encara que podria ser que alguns dels monestirs de Wilfrid estiguessin en territori de Mèrcia.

## Els regnes del sud
Dues cartes del 681 revelen que Æthelred feu donació de terres properes a Tetbury, on avui hi ha la frontera entre Gloucestershire i Wiltshire. Això pot indicar que Æthelred fou capaç d'estendre la influència de Mèrcia més enllà al territori dels saxons de l'Oest, de la mateixa manera que ho feu Wulfhere abans que ell. Els saxons de l'Oest ressorgiren militarment sota Cædwalla, rei de Wessex entre el 685 i el 688, però en el període entre el pelegrinatge de Cædwalla a Roma i la seva successió al tron per Ine, potser es van produir lluites internes. Cædwalla havia conquerit amb èxit els regnes de Sussex i Kent, i la seva abdicació podria haver contribuït a la història inestable del sud-est en els anys següents. A Kent, Oswiu emergí com a rei, encara que només a l'est de Kent; la meitat occidental del regne va ser governada per Swæfheard, fill de Sæbbi, el rei d'Essex. És possible que Æthelred hagués donat suport a ambdós Swæfheard i Oswiu; han sobreviscut dues cartes, una per cada rei, en les quals Æthelred confirma donacions de terres fetes a Kent, i la invasió de Kent per Æthelred el 676 indica la seva oposició a la tradicional casa reial de Kent. Una carta de Swæfheard datada el 691 indica que Æthelred havia envaït Kent; s'ha suggerit que Æthelred intentà col·locar Wilfrid a la seu de l'arquebisbe de Canterbury, però malgrat la versemblança de la hipòtesi no reeixí en aquestes suposades intencions. Alternativament, Æthelred podria haver necessitat l'assistència a Kent dels saxons de l'Est que podien haver sigut independents de Mèrcia durant una dècada, o més, en aquells anys. Els saxons de l'Est retornaren a l'òrbita de Mèrcia al cap de pocs anys: una carta d'Æthelred, datada entre el 693 i el 704, el mostra donant terres a Waldhere, bisbe de Londres, i el 704 Æthelred confirma una donació feta per Swæfheard. L'última carta també apareix mostrant que un comes, o oficial local, fou posat pels mercis per a protegir els seus interessos.
Malgrat aquesta evidència de la implicació de Mèrcia al sud-est hi ha molt pocs indicis que Æthelred tingués ambicions expansionistes cap al sud. La força creixent de Wessex sota Cædwalla i Ine hauria limitat les oportunitats de Mèrcia en aquella direcció. Northúmbria deixà de ser una distracció; havien estat continguts al nord de l'Humber des de la Batalla del Trent, i esdevingué una amenaça menor després de la seva derrota desastrosa el 685 a mans dels pictes. Una possible explicació és que Æthelred estava preocupat per una possible guerra amb els gal·lesos. Fou també en aquell temps que el país de Hwicce caigués dins l'òrbita de Mèrcia. El darrer governant de Hwicce que prengué el títol de rei fou Oshere, qui va morir el 685; però a mitjans de la dècada del 670 cercà el consentiment d'Æthelred a les seves donacions, i Æthelred el considerà un rei vassall. Una altra prova de la implicació d'Æthelred amb el Hwicce ve d'una carta en què dona terres per a un monestir a Gloucestershire, en territori de Hwicce. Tot i que es creu que la carta és una invenció, sembla basar-se en una font més antiga autèntica.

## Abdicació i darrers anys
Osthryth fou assassinat el 697, per raons desconegudes; segons Beda els assassins eren "la seva pròpia gent, els cabdills de Mèrcia". Beda documenta que la mort de Peada, quaranta anys abans, provenia de "la traïció, es diu, de la seva pròpia esposa"; la muller de Peada era Ealhflæd, germana d'Osthryth. Per això l'assassinat d'Osthryth podria haver estat en venjança per l'assassinat de Peada, encara que també s'ha interpretat més directament com a signe de la represa de les hostilitats entre Northúmbria i Mèrcia. Osthryth fou enterrat a Bardney (Lindsey), en l'abadia on, a instàncies d'ella, les relíquies del seu oncle, Osvald de Northúmbria, foren mantingudes i venerades; aquest manteniment del culte a Osvald a Bardney és també indicadora de les pobres relacions entre els dos regnes.
El 704 Æthelred abdicà per a fer-se monjo i abat a Bardney, deixant la corona al seu nebot Coenred. Els governants de Mèrcia del segle VII sovint patrocinaren establiments religiosos més enllà de les terres centrals de Mèrcia, potser una manera d'obtenir suport a les províncies perifèriques. L'interès d'Æthelred i Osthryth en Bardney és coherent amb aquesta estratègia. L'encoratjament al culte de sants reials en àrees perifèriques de Mèrcia també sembla haver sigut una política deliberada, i ambdós Æthelred i Osthryth foren més tard venerats com a sants a Bardney. Sembla que Æthelred continuà tenint influència al regne després de la seva abdicació: un passatge en la Vita Sancti Wilfrithi, escrita per Esteve de Ripon, mostra a Æthelred convocant a Coenred i aconsellant-lo a fer la pau amb Wilfrid. No hi ha constància de la data de la mort d'Æthelred; tot i que se sap que va ser enterrat a Bardney.
Æthelred tingué com a mínim un fill, Ceolred. D'acord amb el Chronicon Abbatiae de Evesham del s. XIII, Ceolred no era fill d'Osthryth, tot i que no menciona qui fou la mare de Ceolred, i en opinió de la historiadora Ann Williams això pot significar que Æthelred es tornà a casar després de la mort d'Osthryth. Per contra, Susan Kelly declara que Osthryth era "més probablement (encara que no certament)" la mare de Ceolred. Ceolred el succeí al tron el 709, després que Coenred abdiqués el 709 per anar a Roma en pelegrinatge. Una versió de les llistes de reis de Mèrcia mostra un rei anomenat Ceolwald regnant després de Ceolred, i és possible que Ceolwald, si realment existí, fou també fill d'Æthelred.